# Venezuela en la clasificación de Conmebol para la Copa Mundial de Fútbol de 2002
La selección de fútbol de Venezuela fue una de las diez selecciones de fútbol que participaron en la clasificación de Conmebol para la Copa Mundial de Fútbol de 2002, en la que se definieron los representantes de Conmebol para la Copa Mundial de Fútbol de 2002, que se desarrolló en Corea del Sur y Japón.
La etapa preliminar —también denominada eliminatorias— se jugó en América del Sur, desde el 28 de marzo de 2000 y finalizó el 14 de noviembre de 2001. En las eliminatorias, se jugaron 18 fechas con el formato de todos contra todos, con partidos de ida y vuelta.
Si bien la selección venezolana no logró clasificarse a esta Copa Mundial, el certamen fue el escenario de un incremento sustancial en la calidad del juego del combinado, venciendo por primera vez en su historia a fuertes contendientes como Uruguay, Chile, Perú y Paraguay. Esto implicó que Venezuela se propusiera desarrollar verdaderamente su fútbol para poder clasificar a su primera Copa Mundial.

## Sistema de juego
Por segunda vez consecutiva, la Conmebol optó por el sistema de todos contra todos. Participaron las diez selecciones de la confederación sudamericana. El torneo definió cinco equipos que representaron a la Confederación Sudamericana de Fútbol en la Copa Mundial de Fútbol. Los cuatro mejor posicionados, se clasificaron directamente al mundial mientras que el quinto ubicado, Uruguay, jugó repesca intercontinental frente a Australia.

## Proceso de clasificación

### Tabla de clasificación
| Equipo    | Pts | PJ | PG | PE | PP | GF | GC | Dif |
| --------- | --- | -- | -- | -- | -- | -- | -- | --- |
| Argentina | 43  | 18 | 13 | 4  | 1  | 42 | 15 | +27 |
| Ecuador   | 31  | 18 | 9  | 4  | 5  | 23 | 20 | +3  |
| Brasil    | 30  | 18 | 9  | 3  | 6  | 31 | 17 | +14 |
| Paraguay  | 30  | 18 | 9  | 3  | 6  | 29 | 23 | +6  |
| Uruguay   | 27  | 18 | 7  | 6  | 5  | 19 | 13 | +6  |
| Colombia  | 27  | 18 | 7  | 6  | 5  | 20 | 15 | +5  |
| Bolivia   | 18  | 18 | 4  | 6  | 8  | 21 | 33 | -12 |
| Perú      | 16  | 18 | 4  | 4  | 10 | 14 | 25 | -11 |
| Venezuela | 16  | 18 | 5  | 1  | 12 | 18 | 44 | -26 |
| Chile     | 12  | 18 | 3  | 3  | 12 | 15 | 27 | -12 |

### Evolución de posiciones
| País / Fecha | 1 | 2  | 3  | 4 | 5  | 6  | 7  | 8  | 9  | 10 | 11 | 12 | 13 | 14 | 15 | 16 | 17 | 18 |
| ------------ | - | -- | -- | - | -- | -- | -- | -- | -- | -- | -- | -- | -- | -- | -- | -- | -- | -- |
| Venezuela    | 9 | 10 | 10 | 9 | 10 | 10 | 10 | 10 | 10 | 10 | 10 | 10 | 10 | 10 | 10 | 9  | 8  | 9  |

## Partidos

### Primera vuelta
| 29 de marzo de 2000 | Ecuador                    | 2:0 (1:0) | Venezuela | Estadio Liga Deportiva Universitaria, Quito                |                                                            |
|                     | Delgado 18' · Aguinaga 57' | Reporte   |           | Asistencia: 37.288 espectadores Árbitro(s): Eduardo Gamboa | Asistencia: 37.288 espectadores Árbitro(s): Eduardo Gamboa |

| 26 de abril de 2000 | Venezuela | 0:4 (0:2) | Argentina                               | Estadio José Encarnación Romero, Maracaibo                  |                                                             |
|                     |           | Reporte   | Ayala 8' · Ortega 24', 77' · Crespo 89' | Asistencia: 19.355 espectadores Árbitro(s): Carlos Amarilla | Asistencia: 19.355 espectadores Árbitro(s): Carlos Amarilla |

| 4 de junio de 2000 | Colombia                                   | 3:0 (2:0) | Venezuela | Estadio Nemesio Camacho El Campín, Bogotá               |                                                         |
|                    | Viveros 27' · Córdoba 42' · Valenciano 89' | Reporte   |           | Asistencia: 32.584 espectadores Árbitro(s): Oscar Godoi | Asistencia: 32.584 espectadores Árbitro(s): Oscar Godoi |

| 28 de junio de 2000 | Venezuela                                                     | 4:2 (2:0) | Bolivia                     | Polideportivo de Pueblo Nuevo, San Cristóbal              |                                                           |
|                     | Mea Vitali 24' · Morán 38' · Savarese 61' · Tortolero 68' (p) | Reporte   | Moreno 49' · Baldivieso 58' | Asistencia: 7.000 espectadores Árbitro(s): Roger Zambrano | Asistencia: 7.000 espectadores Árbitro(s): Roger Zambrano |

| 18 de julio de 2000 | Uruguay                            | 3:1 (1:1) | Venezuela   | Estadio Centenario, Montevideo                          |                                                         |
|                     | Olivera 28', 90+2' · Rodríguez 53' | Reporte   | Noriega 23' | Asistencia: 58.000 espectadores Árbitro(s): René Ortubé | Asistencia: 58.000 espectadores Árbitro(s): René Ortubé |

| 25 de julio de 2000 | Venezuela | 0:2 (0:0) | Chile                    | Polideportivo de Pueblo Nuevo, San Cristóbal                |                                                             |
|                     |           | Reporte   | Tapia 70' · Zamorano 89' | Asistencia: 14.880 espectadores Árbitro(s): Héctor Baldassi | Asistencia: 14.880 espectadores Árbitro(s): Héctor Baldassi |

| 16 de agosto de 2000 | Perú         | 1:0 (0:0) | Venezuela | Estadio Nacional, Lima                                   |                                                          |
|                      | Palacios 69' | Reporte   |           | Asistencia: 41.084 espectadores Árbitro(s): Byron Moreno | Asistencia: 41.084 espectadores Árbitro(s): Byron Moreno |

| 2 de septiembre de 2000 | Paraguay                                 | 3:0 (3:0) | Venezuela | Estadio Defensores del Chaco, Asunción                    |                                                           |
|                         | González 30' · Cardozo 34' · Paredes 43' | Reporte   |           | Asistencia: 40.000 espectadores Árbitro(s): Juan Paniagua | Asistencia: 40.000 espectadores Árbitro(s): Juan Paniagua |

| 8 de octubre de 2000 | Venezuela | 0:6 (0:5) | Brasil                                                                 | Estadio José Encarnación Romero, Maracaibo               |                                                          |
|                      |           | Reporte   | Euller 20' · Juninho Pernambucano 28' · Romário 31', 36', 38' (p), 63' | Asistencia: 6.350 espectadores Árbitro(s): Ubaldo Aquino | Asistencia: 6.350 espectadores Árbitro(s): Ubaldo Aquino |

### Segunda vuelta
| 15 de noviembre de 2000 | Venezuela  | 5:2 (0:2) | Ecuador                   | Estadio José Encarnación Romero, Maracaibo               |                                                          |
|                         | García 66' | Reporte   | Kaviedes 3' · Sánchez 23' | Asistencia: 6.500 espectadores Árbitro(s): Eduardo Lecca | Asistencia: 6.500 espectadores Árbitro(s): Eduardo Lecca |

| 28 de marzo de 2001 | Argentina                                                      | 5:0 (2:0) | Venezuela | Estadio Monumental, Buenos Aires                             |                                                              |
|                     | Crespo 13' · Sorín 31' · Verón 51' · Gallardo 60' · Samuel 85' | Reporte   |           | Asistencia: 32.000 espectadores Árbitro(s): Gilberto Hidalgo | Asistencia: 32.000 espectadores Árbitro(s): Gilberto Hidalgo |

| 24 de abril de 2001 | Venezuela               | 2:2 (1:0) | Colombia                 | Polideportivo de Pueblo Nuevo, San Cristóbal           |                                                        |
|                     | Rondón 22' · Arango 82' | Reporte   | Bedoya 83' · Bonilla 88' | Asistencia: 38.000 espectadores Árbitro(s): Guido Aros | Asistencia: 38.000 espectadores Árbitro(s): Guido Aros |

| 3 de junio de 2001 | Bolivia                                                | 5:0 (3:0) | Venezuela | Estadio Hernando Siles, La Paz                          |                                                         |
|                    | Baldivieso 32', 68' · Botero 35', 50' · Justiniano 38' | Reporte   |           | Asistencia: 25.000 espectadores Árbitro(s): José Carpio | Asistencia: 25.000 espectadores Árbitro(s): José Carpio |

| 14 de agosto de 2001 | Venezuela              | 2:0 (0:0) | Uruguay | Estadio José Encarnación Romero, Maracaibo                 |                                                            |
|                      | Morán 52' · Rondón 30' | Reporte   |         | Asistencia: 8.500 espectadores Árbitro(s): Antonio Marrufo | Asistencia: 8.500 espectadores Árbitro(s): Antonio Marrufo |

| 4 de septiembre de 2001 | Chile | 0:2 (0:0) | Venezuela             | Estadio Nacional, Santiago                              |                                                         |
|                         |       | Reporte   | Páez 56' · Arango 62' | Asistencia: 30.000 espectadores Árbitro(s): René Ortubé | Asistencia: 30.000 espectadores Árbitro(s): René Ortubé |

| 6 de octubre de 2001 | Venezuela                     | 3:0 (0:0) | Perú | Polideportivo de Pueblo Nuevo, San Cristóbal                     |                                                                  |
|                      | Alvarado 54', 77' · Morán 80' | Reporte   |      | Asistencia: 17.220 espectadores Árbitro(s): Mario Sánchez Yantén | Asistencia: 17.220 espectadores Árbitro(s): Mario Sánchez Yantén |

| 8 de noviembre de 2001 | Venezuela                             | 3:1 (3:1) | Paraguay     | Polideportivo de Pueblo Nuevo, San Cristóbal                 |                                                              |
|                        | Morán 2' · Noriega 22' · González 40' | Reporte   | Arce 28' (p) | Asistencia: 22.500 espectadores Árbitro(s): Horacio Elizondo | Asistencia: 22.500 espectadores Árbitro(s): Horacio Elizondo |

| 14 de noviembre de 2001 | Brasil                        | 3:0 (3:0) | Venezuela | Estadio Governador João Castelo, São Luís                  |                                                            |
|                         | Luizão 12' (19) · Rivaldo 34' | Reporte   |           | Asistencia: 65.000 espectadores Árbitro(s): Daniel Giménez | Asistencia: 65.000 espectadores Árbitro(s): Daniel Giménez |

## Goleadores
El goleador de la selección venezolana durante las clasificatorias fue Ruberth Morán, con cuatro goles en total. 
| Jugador            | Selección | Goles |
| ------------------ | --------- | ----- |
| Ruberth Morán      | Venezuela | 4     |
| Wilfredo Alvarado  | Venezuela | 2     |
| Juan Arango        | Venezuela | 2     |
| Daniel Noriega     | Venezuela | 2     |
| Alexander Rondón   | Venezuela | 2     |
| Juan García        | Venezuela | 1     |
| Héctor González    | Venezuela | 1     |
| Miguel Mea Vitali  | Venezuela | 1     |
| Ricardo David Páez | Venezuela | 1     |
| Giovanni Savarese  | Venezuela | 1     |
| Edson Tortolero    | Venezuela | 1     |